# Pombeiros
Pombeiros var termen för afrikanska eller afro-portugisiska slavhandlare som fungerade som agenter för portugisiska slavhandlare i Portugisiska Angola under den transatlantiska slavhandeln. Pombeiros anlitades av den portugisiska kronan eller privata portugisiska handelsföretag för att köpa slavar i Afrikas inre och sedan föra dem till portugisiska slavhandlare vid kusten. De bodde i sina egna slavfort i landets inre, feiras, där de förvarade slavar.